# Kris Kaiser
Kris Kaiser és una creadora de sintetitzadors modulars. Sota la seva companyia Noise Engineering, que ha estat activa des del 2016, ha creat mòduls d'Eurorack i altres eines per a artistes.